# Astrosa leucosema
Astrosa leucosema är en fjärilsart som beskrevs av Diakonoff 1951. Astrosa leucosema ingår i släktet Astrosa och familjen vecklare. Inga underarter finns listade i Catalogue of Life.